# Балхашки район
Балхашки район (на казахски: Балқаш ауданы) е съставна част на Алматинска област, Казахстан, с обща площ 37 510 км2 и население 30 370 души (по приблизителна оценка към 1 януари 2020 г.). Мнозинството от населението са казахи (90,5 %), следвани от руснаците (6,7 %).
Административен център е село Баканас.